# Masio
Masio é uma comuna italiana da região do Piemonte, província de Alexandria, com cerca de 1437 habitantes. Estende-se por uma área de 22 km², tendo uma densidade populacional de 65 hab/km². Faz fronteira com Cerro Tanaro (AT), Cortiglione (AT), Felizzano, Incisa Scapaccino (AT), Oviglio, Quattordio, Rocchetta Tanaro (AT).

## Demografia
| Variação demográfica do município entre 1861 e 2011                               |
|                                                                                   |
| Fonte: Istituto Nazionale di Statistica (ISTAT) - Elaboração gráfica da Wikipedia |